# Andrés Camilo Ramírez
Andrés Camilo Ramírez (Ibagué, Tolima, Colombia, 1 de febrero de 1986) es un futbolista colombiano.
Juega como mediocampista.

## Clubes
| Club             | País      | Año         |
| ---------------- | --------- | ----------- |
| Deportes Tolima  | Colombia  | 2000 - 2007 |
| Cúcuta Deportivo | Colombia  | 2007 - 2008 |
| Real Cartagena   | Colombia  | 2008 - 2009 |
| San Antonio      | Venezuela | 2009 - 2010 |
| Real Esppor Club | Venezuela | 2010 - 2012 |
| Deportivo Petare | Venezuela | 2012 - 2013 |
| Real Estelí      | Nicaragua | 2014 - 2015 |

## Palmarés

### Campeonatos nacionales
| Título                   | Club            | País     | Año  |
| ------------------------ | --------------- | -------- | ---- |
| Torneo Finalización 2003 | Deportes Tolima | Colombia | 2003 |